# IJzermolen

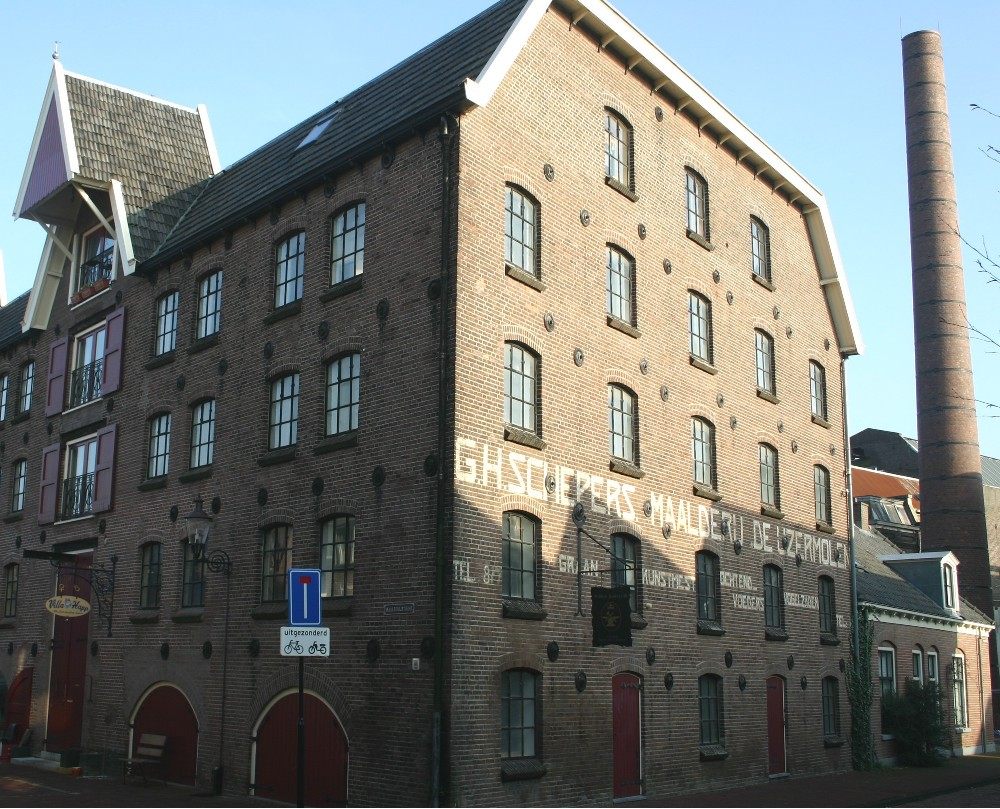
Gebouw -nu rijksmonument- van oerijzergieterij Nering Bögel te Deventer. Op de gevel staat nog 'ijzermolen' te lezen. Nadat de gieterij in 1932 failliet ging, werd het gebouw als opslagplaats voor graan, zaden en kunstmest gebruikt.

Een ijzermolen is een molen die diende voor het aandrijven van installaties voor de bereiding en verwerking van ijzer. Dit gebeurde in twee typen bedrijven:
- De molen dreef de luchtpompen van een vroeg-industrieel hoogovenbedrijf aan. Doorgaans betrof het hierbij een watermolen.
- De molen dreef de hamers aan in een smederij of ijzerpletterij.

IJzermolens komen onder meer voor in Oost-Nederland. Het hoogovenbedrijf aldaar produceerde ruwijzer uit het plaatselijk aanwezige ijzeroer, ten behoeve van de daarmee verbonden ijzergieterij. Het reductiemiddel dat in de hoogovens gebruikt werd was houtskool. Als toeslag werd Muschelkalk gebruikt, dat in de omgeving van Winterswijk werd gewonnen.
De oudste Nederlandse ijzermolen was de Rekhemse IJzermolen. Deze dateert van kort na 1689 en bevond zich op de Bielheimerbeek nabij Doetinchem. In genoemd jaar vroeg Josias Olmius een vergunning aan om te mogen ontdecken, soecken ende reduceren sodaene minerael van ijser ende alle andere mineraliën, als hij aldaer sal konnen vinden, dienstig om iser te gieten. Enkele jaren later kreeg deze nieuw geïnventeerde ijsermakerie toestemming om betreffende watermolen op te richten. Deze heeft bestaan tot 1809, terwijl het hoofdbedrijf in 1794 werd verplaatst naar Laag-Keppel.
Andere ijzermolens werden opgericht te Ulft (1754), Terborg (1820), Deventer (1756) en Arnhem (1744-vóór 1800).
De met de ijzermolens verbonden ijzergieterijen vervaardigden munitie (kogels, bommen en granaathulzen), huishoudelijke artikelen (kachels, haardplaten, roosters, potten) en ballastblokken voor schepen.
Ook in België waren meerdere ijzermolens, zoals de IJzerkotmolen te Sint-Maria-Latem. Deze dreef een smeedhamer aan.